# Léon Scieur

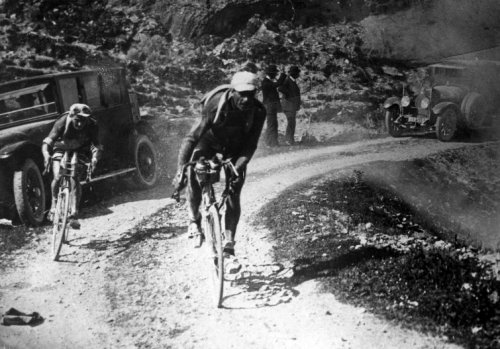
Scieur bei der Tour de France 1921

Léon Scieur (* 19. März 1888 in Florennes; † 7. Oktober 1969 ebenda) war ein belgischer Radrennfahrer.

## Karriere
Scieur begann seine Profi-Karriere 1913, bei der Tour de Belgique konnte er die siebte Etappe gewinnen und insgesamt den vierten Platz belegen. Im Jahr darauf wurde er Fünfter bei der Belgienrundfahrt und Vierzehnter bei der Tour de France. Wegen des Ersten Weltkriegs konnte er seine Karriere erst 1919 fortsetzen.
1919 belegte er den vierten Rang bei der Tour de France, wobei er einmal Zweiter und viermal Dritter bei Einzeletappen wurde. 1920 gewann Scieur den Frühjahrsklassiker Lüttich–Bastogne–Lüttich. Bei der Tour de France gewann er die elfte Etappe, wurde bei zwei Etappen Dritter und belegte in der Gesamtwertung wie im Jahr zuvor den vierten Platz.
Im Frühjahr 1921 belegte Scieur den dritten Platz im Rennen Paris–Roubaix. Seinen größten Erfolg feierte Scieur mit dem Gewinn der Tour de France 1921. Dabei übernahm er bereits auf der zweiten Etappe die Führung in der Gesamtwertung und verteidigte sie bis ins Ziel in Paris. Bei dieser Tour konnte er zudem noch zwei Etappen für sich entscheiden, zweimal wurde er Zweiter und viermal Dritter.
In den folgenden drei Jahren gab Scieur bei der Tour de France jeweils auf. 1922 erreichte er mit dem fünften Platz seine beste Platzierung bei der belgischen Landesmeisterschaft. 1923 wurde er Dritter bei der Champagne-Rundfahrt und Fünfter bei Lüttich–Bastogne–Lüttich. 1925 belegte Scieur Rang 15 beim Herbstklassiker Paris–Tours. Danach beendete er seine Profilaufbahn.

## Palmarès
- Sieg bei der Tour de France 1921.
- Sieg bei Lüttich–Bastogne–Lüttich (1920)

### Klassierungen bei der Tour de France
- 1913: aufgegeben
- 1914: 14. Rang
- 1919: 4. Rang
- 1920: 4. Rang (1 Etappensieg)
- 1921: 1. Rang (2 Etappensiege)
- 1922: aufgegeben
- 1923: aufgegeben
- 1924: aufgegeben